# 거여동
거여동(巨餘洞)은 서울특별시 송파구의 법정동이다.

## 개요
거여동은 ‘거암’이란 사람이 살았으므로 ‘거암리’(巨岩里)라 하던 것이 변하여 ‘김이’, ‘겜리’라 하다가 ‘잔버드리’ㆍ ‘개롱리’, 뒷말을 병합하여 ‘거여리’라 하였다. 조선시대 이후 경기도 광주군 중대면에 속하여 있었다.그 뒤 일제강점기인 1914년 경기도 명칭과 구역을 새로 정할 때, 일대 자연부락을 병합하여 거여리라 명명하였다. 그 후 1963년 서울특별시의 대대적인 구역확장이 이루어질 때, 이 지역은 서울특별시 성동구에 편입되어 거여동이 되었다. 이 후 1975년 강남구가 신설됨으로써 이에 속하게 되었고, 곧 이어 1979년 강동구가 신설되자 다시 이에 속하게 되었다. 1988년 강동구에서 송파구가 분리 신설됨으로써 이에 속하여 오늘에 이른다.

## 법정동
- 거여동

## 교육
- 서울영풍초등학교
- 서울거원초등학교
- 거원중학교
- 송파공업고등학교

## 교통
- ● 수도권 전철 5호선
  - 거여역

## 공공도서관
| 도서관명 (독서시설) | 위 치                       | 이용료 |
| ------------------- | --------------------------- | ------ |
| 거마도서관          | 거마로2길 19 (거여동 195-1) | 무료   |

## 같이 보기
- 대한민국의 행정 구역